# ビル・マコーミック
ビル・マコーミック（Bill MacCormick、1951年4月15日 - ）は、イングランドのロック・ミュージシャン（ベーシストおよびボーカリスト）、政治家、著作家である。

## 略歴
マコーミックは、イギリス空軍に一緒に勤務した後で1946年に結婚したイーウェンとオルウェン・マコーミックの次男として、ロンドンで生まれた。兄のイアンは音楽ジャーナリストで作家のイアン・マクドナルドである。兄弟はブリクストンの小学校に通った後、ダリッジ・カレッジの自由な環境を手に入れた。そこでマコーミックはフィル・ターゲット=アダムスに出会い、彼等は音楽の演奏に興味を持つようになった。
1966年、母親のオルウェンは、ソフト・マシーンのドラマーであるロバート・ワイアットの母親オナーと一緒に働いていた。マコーミックはソフト・マシーンが同年8月にキングストンのクーム・スプリングスで行なった最初のギグを観た。そして、ウェスト・ダリッジのダルモア・ロードにあって、彼等が生活してリハーサルを行っていたオナーの家を定期的に訪れるようになった。
1968年、17歳そこそこのマコーミックとターゲット＝アダムスは、ダリッジ・カレッジで2年後輩のチャールズ・ヘイワード（ドラムス）らとプー・アンド・ザ・オーストリッチ・フェザー（Pooh and The Ostrich Feather）というバンドを結成して、学校周辺やパーティでギグを行った。1969年にダリッジ・カレッジを卒業した2人は、翌年にヘイワードと再会してクワイエット・サンを結成した。彼等はデイヴ・ジャレット（キーボード）と、短期間デイヴ・モナハン（サクソフォーン）を迎え入れたが、適切なベーシストが見つからなかった。それまでマコーミックはドラムスとヴォーカルを担当していたが、リハーサルするために様々な曲のベース・パートを学んで、1971年の夏に解散するまでベースを担当した。
クワイエット・サンの最後のギグの1つは、ポーツマス工科大学でのシンバイオシス (Symbiosis）のサポートだった。このバンドの中心メンバーは、ソフト・マシーンを脱退しようとしていたワイアットだった。クワイエット・サンの解散後、マコーミックはソフト・マシーンを脱退したワイアットから、彼の新しいバンドであるマッチング・モウルでベースを演奏するよう依頼された。一方、ターゲット＝アダムスはフィル・マンザネラの名前で、1972年初めにロキシー・ミュージックにギタリストとして加入した。
マッチング・モウルにはフィル・ミラー（ギター）と元キャラヴァンのデイヴ・シンクレア（キーボード）が加わった。彼等は1971年12月から1972年2月までデビュー・アルバムをレコーディングして、4月にCBSからアルバム『そっくりモグラ』として発表。レコーディング終了後にシンクレアに代わってニュージーランド出身のデイヴ・マクレエが加入。同年秋にセカンド・アルバム『そっくりモグラの毛語録』がレコーディングされた。その後マコーミックは、ソフト・マシーンの元メンバーでフランスで活動していたデヴィッド・アレン率いるゴングに短期的に参加。翌1973年春、彼はワイアットに進言して、ゲイリー・ウィンド（サクソフォーン）と元カーヴド・エアのフランシス・モンクマン（キーボード）を迎えて新しいマッチング・モウルを結成した。しかし同年6月1日にワイアットが脊椎損傷によって下半身不随になったので、マッチング・モウルは解散した。同年秋、マコーミックは、元ロキシー・ミュージックのブライアン・イーノの最初のソロ・アルバム『ヒア・カム・ザ・ウォーム・ジェッツ』の制作に参加して、2曲で演奏した。
1974年、マコーミックは政治への関心を追求することを決め、1975年9月からロンドン・スクール・オブ・エコノミクスで学んだ。一方、ロキシー・ミュージックのメンバーとして名を上げたマンザネラは、それまで未発表だったクワイエット・サンの楽曲を、初のソロ・アルバム『ダイアモンド・ヘッド』の制作と並行して録音することを思い立って、スタジオの予約を追加した。彼の呼びかけに応じてクワイエット・サンのオリジナル・メンバーが集まり、マコーミックの兄イアンとイーノの援助を仰いでアルバム『メインストリーム』を制作して1975年に発表した。
1976年8月、マコーミックはロキシー・ミュージック解散直後のマンザネラ、イーノ、モンクマン、ロイド・ワトソン（スライドギター）、サイモン・フィリップス（ドラムス）と801を結成。彼等は同月26日にノーフォーク、28日にレディング・フェスティバル、9月3日にロンドンのクイーン・エリザベス・ホールでコンサートを開催。9月3日のコンサートの音源を同年11月にアルバム『801 ライヴ』として発表した。
1977年、ワトソンを除く801のメンバーは、イアン、元ロキシー・ミュージックのエディ・ジョブソン（キーボード、元キング・クリムゾンのメル・コリンズ（サクソフォーン）、ゴドレイ&クレームらをゲストに迎えてアルバム『リッスン・ナウ』を制作して、フィル・マンザネラ / 801の名義で発表した。同年後半、マコーミックとマンザネラは、『リッスン・ナウ』でヴォーカルを担当したサイモン・エインリー（Simon Ainley、ヴォーカル、ギター）、元ロキシー・ミュージックのポール・トンプソン（ドラムス）、デヴィッド・スキナー（David Skinner、キーボード）と『リッスン・ナウ』のプロモーション・ツアーを行なった。
1978年初頭、マコーミックは兄イアンと共に、マンザネラの3作目のソロ・アルバム『K-スコープ』の制作に参加した。同年後半、デヴィッド・ローズ（ギター）とデイヴ・ファーガソン（キーボード）が結成したランダム・ホールドに加入した。彼等は元グリッター・バンドのピート・フィップス（ドラムス）を迎えて、XTCやピーター・ガブリエルとイギリス・ツアー、ガブリエルと北米ツアーを行ない、ポリドール・レコードからの2枚組アルバムを発表。1980年の夏に解散し、マコーミックは政治への関心を追求するために音楽活動から引退した。
1997年、1977年11月2日にマンチェスター大学で開かれた『リッスン・ナウ』のプロモーション・ツアーのコンサートの音源が、アルバム『ライヴ・アット・マンチェスター』として発表された。
2004年のマンザネラのアルバム『6PM』収録の'Wish You Well'では、兄イアンへのオマージュとしてベース・ソロを演奏した。
数年間、ジェネシス、フィル・コリンズ、マンザネラの公式ウェブサイトのウェブマスターを務めた。

### 政治家としての活動
1973年に自由党に加わり、1974年のロンドンブロム自治区での議会選挙の候補者になった後、1981年にベッケンハムの大ロンドン評議会の候補者として、1982年に自治区の候補者として選出された。
1983年、彼はバーモンジーの補欠選挙の自民党候補者として最終選考に残った。サイモン・ヒューズが国会議員として選出された後、彼は選挙区で働き、2つの成功したサウスワーク評議会補欠選挙の代理人を務め、1984年の総選挙では補佐官を務めた。彼が自由党によってロンドン地域代理人として雇われてすぐ、保守党議員であるサー・アンソニー・ベリーがアイルランド共和軍によって殺害された時の1984年のサウスゲート・エンフィールドの補欠選挙の代理人を務めた。
1985年のブレコンとラドナーの補欠選挙で、彼は自由党が議席を獲得するのを支援する初めてのコンピューター化されたダイレクトメール・キャンペーンを組織した。彼は、1987年のグリニッジの補欠選挙、1990年のイーストボーンの補欠選挙、1991年のキンカーディンおよびディーサイドでの補欠選挙での勝利を含め、その後の6年間にわたって多数の補欠選挙でコンピューター事業を運営した。彼はまた、1988年のケンジントンの補欠選挙で自民党の最初の補欠選挙の代理人も務めた。
新党の金融危機の後、彼はPSメーリングと呼ばれる小さなダイレクトマーケティング会社に加わったが、資金調達と補欠選挙のために自由民主党との契約を継続した。ワシントンDCで開催された雑誌『Campaigns and Elections』主催の政治会議に出席し、同社から1991年のキンカーディンとディーサイドの補欠選挙に先立って電話投票を行うように依頼された。大規模な独立市場調査会社のマーティン・ハンブリンによって、彼は1997年の総選挙の終わりまで自由民主党の調査プログラムの組織と実施を支援した。
1998年、彼は健康上の理由で引退した。彼は1990年にブロムリー・ロンドン自治区のアナーリーの評議員に選出され、1994年と1998年に議席を保持したが、2002年に政界を引退した。

### 著作家としての活動
2006年、彼は『プロ・パトリア・モリ : 1916年7月1日、ゴンムクールにおける第56（第1ロンドン）師団』と題する著書を出版した。これはソンムの戦いに関する一連の本の第一冊として企画された。
彼は続いて『攻撃精神の欠如? 1916年7月1日、ゴンムクールにおける第46（北ミッドランド）師団』、『Zデイ : 1916年7月1日、ボーモン・ハメルとセールの第8軍団 』を出版した。さらに『ソンムへの長い道のり 1870年-1916年』（2018年）、『Jジャーナル : 1916年7月1日、ソンムにおけるフランス6e軍 』（2019年）が続いた。

## ディスコグラフィ

### マッチング・モウル
- 『そっくりモグラ』 - Matching Mole (1972年)
- 『そっくりモグラの毛語録』 - Matching Mole's Little Red Record (1972年)

### クワイエット・サン
- 『メインストリーム』 - Mainstream (1975年) ※2011年再発盤にはボーナストラック収録

### 801
- 『801 ライヴ』 - 801 Live (1976年)
- 『リッスン・ナウ』 - Listen Now (1977年) ※フィル・マンザネラ / 801名義

### ランダム・ホールド
- Etceteraville (1979年)
- 『ヴュー・フロム・ヒア』 - The View from Here (1980年)
- Burn the Buildings (1982年)
- Overview (2001年)

### その他の参加アルバム
- ブライアン・イーノ : 『ヒア・カム・ザ・ウォーム・ジェッツ』 - Here Come The Warm Jets (1973年)
- フィル・マンザネラ : 『ダイアモンド・ヘッド』 - Diamond Head (1975年)
- ロバート・ワイアット : 『ルース・イズ・ストレンジャー・ザン・リチャード』 - Ruth Is Stranger Than Richard（1975年）
- ブライアン・イーノ : 『ビフォア・アンド・アフター・サイエンス』 - Before and After Science (1977年)
- ブライアン・イーノ : 『ミュージック・フォー・フィルムズ』 - Music for Films (1978年)
- フィル・マンザネラ : 『K-スコープ』 - K-Scope (1978年)
- ロバート・ワイアット : 『ナッシング・キャン・ストップ・アス』 - Nothing Can Stop Us（1982年）
- ゲイリー・ウィンド : 『ヒズ・マスターズ・ボーンズ』 - His Master's Bones（1996年）
- フィル・マンザネラ : 『アーカイヴス・レア・ワン』 - Manzanera Archives: Rare One (2000年)
- フィル・マンザネラ : 『6PM』 - 6PM (2004年)

## フィルモグラフィ
- 『カンタベリー・テイルズ ロマンティック・ウォーリアーズIII』 - Romantic Warriors III: Canterbury Tales (2015年) ※DVD

## 著書
- "Pro Patria Mori: The 56th (1st London) Division at Gommecourt, 1st July 1916"（2006年） (Pro Patria Mori: The 56th (1st London) Division at Gommecourt, 1st July 1916)

- "A Lack of Offensive Spirit? The 46th (North Midland) Division at Gommecourt, 1 July 1916"

- "Z Day: The VIII Corps at Beaumont-Hamel and Serre, 1 July 1916"

- "The Long Road to the Somme 1870-1916"

- "J Jour: The French 6e Armee on the Somme, 1 July 1916"